# Буков, Юрий
Ю́рий Гео́ргиев Бу́ков (болг. Юри Георгиев Буков; 1 мая 1923, София, Болгария — 9 января 2006, Париж, Франция) — болгарский пианист. Народный артист НРБ (1973).

## Биография
Окончил Софийскую консерваторию у Недялки Торчановой и Андрея Стоянова. В 1946 году начал совершенствоваться в Парижской консерватории у Ива Ната, Маргерит Лонг, Эдвина Фишера и Джордже Энеску. По окончании обучения остался во Франции. В 1964 году стал натурализованным гражданином Франции. Гастролировал по странам Нового и Старого света, в том числе и в Болгарии. В репертуаре много произведений русских и советских композиторов: Чайковского, Балакирева, Рахманинова, Прокофьева, Хачатуряна, Мусоргского, Скрябина и других.
Похоронен на кладбище в Бодинар-сюр-Вердон.

## Награды
- 1949 — Лауреат Международного конкурса им. М. Лонг — Ж. Тибо в Париже
- 1951 — Лауреат Международного конкурса им. Л. Дьемера
- 1952 — Лауреат Международного конкурса им. королевы Елизаветы в Брюсселе
- 1967 — Заслуженный артист НРБ
- 1969 — Димитровская премия
- 1973 — Народный артист НРБ
- 2003 — орден «Стара планина» первой степени